# طراحی تعاملی
طراحی تعاملی (به انگلیسی: Interaction Design و به اختصار: IxD) عبارت است از طراحی سامانه‌های محاوره‌ای (Interactive) برای پشتیبانی از شیوه‌هایی که مردم در زندگی روزمرهٔ خود برای ارتباط و تعامل به کار می‌گیرند.
به جز این، طراحی تعاملی را «طراحی فضاهایی برای تعاملات و ارتباطات انسانی» و  «چیستی و چگونگی تعاملات روزانهٔ ما با رایانه‌ها» نیز تعریف کرده‌اند.
طراحی تعاملی می‌کوشد با در نظر گرفتن کاربردپذیری، محصولات را طوری طراحی کند که استفاده از آنها - از دیدگاه کاربر - راحت، کارا، و دلپذیر باشد. هدف طراحی تعاملی، ارتقای کیفیت تجربهٔ کاربری است.
اصطلاح «طراحی تعاملی» یک واژهٔ چتری است که جنبه‌های گوناگونی از طراحی را پوشش می‌دهد، از جمله: طراحی واسط کاربر، طراحی نرم‌افزار، طراحی کاربر-محور، طراحی محصول، طراحی وب، و طراحی سامانه‌های محاوره‌ای.
از آنجا که طراحی تعاملی، یک مهارت میان‌رشته‌ای است، متخصصین این حوزه باید با علوم گوناگونی آشنایی داشته باشند؛ از جمله: روان‌شناسی، ارگونومی، طراحی صنعتی، علوم کتابداری و اطلاع‌رسانی، گرافیک، انفورماتیک، و غیره.

## تعاریف متعدد
طراحی تعاملی در حقیقت نگاه جامعی به رابطه بین طراحی مصنوعات و مفاد اجتماعی فرهنگی و اقتصادی ان دارد . مفهوم طراحی تعاملی حول محور طراحی شکل مصنوعات , محصولات و خدمات برای ارائه هر چه بهتر تجربه کاربر می چرخد.
یک فرصت برای ایجاد یک رشته طرح های جدید  و راه حل های تخیلی و جذاب در یک دنیای مجازی است که که در آن می توان رفتارها، انیمیشن، همچنین اشکال و صداها را طراحی کرد .

طراحی تعاملی است در مورد شکل دادن به سیستم های دیجیتالی برای استفاده روزمره مردم.

## تعامل انسان و کامپیوتر
تعامل انسان و کامپیوتر رشته ای است در رابطه با طراحی، ارزیابی و اجرای محاسبات تعاملی سیستم برای استفاده انسان به وسیله ی مطالعه پدیده های بزرگ پیرامون. تعامل انسان و کامپیوتر همچنین به عنوان قابلیت استفاده از رابط تعریف می شود.

طراحی تعاملی در ui/ux :
طراحی تعاملی در UI/UX به معنای طراحی واسط کاربری با تمرکز بر تجربه کاربری است. در این نوع طراحی، تمرکز بر روی ارتباط بین کاربر و واسط کاربری قرار می‌گیرد و سعی می‌شود تجربه کاربری بهینه و مفیدی برای کاربر فراهم شود. در طراحی تعاملی، عناصر واسط کاربری به گونه‌ای طراحی می‌شوند که کاربران بتوانند به راحتی با آن‌ها تعامل کنند و از آن‌ها به درستی استفاده کنند. این نوع طراحی شامل مواردی مانند طراحی دکمه‌های کلیک پذیر، منوهای کشویی، فرم‌های ورود اطلاعات و... است. هدف اصلی طراحی تعاملی در UI/UX، افزایش سطح رضایت کاربران و بهبود تجربه کاربری است.
UI یا User Interface به معنای رابط کاربری است که شامل تمامی عناصر گرافیکی و تعاملی است که در یک برنامه یا وب سایت به کار می‌روند. این عناصر شامل دکمه‌ها، فرم‌ها، منوها، آیکون‌ها، تصاویر و... هستند.
UX یا User Experience به معنای تجربه کاربری است که شامل تمامی تعاملات کاربر با رابط کاربری و احساسات و انتظاراتش است. UX شامل طراحی فرآیندهای کاربری، طراحی جریان کار، طراحی نقشه سایت، طراحی فرآیندهای خرید و... می‌شود. 
به طور کلی، UI و UX دو عامل بسیار مهم در طراحی و توسعه برنامه‌های کاربردی و وب سایت‌ها هستند که بهبود آن‌ها می‌تواند تجربه کاربر را بهبود بخشد و در نتیجه بازدهی و موفقیت برنامه را افزایش دهد.

## پروتوتایپ
اسکچ : یک نقاشی استاتیک می باشد که به صورت دستی انجام می‌شود و طرح ان از لحاظ راحتی و کاربر پسند بودن در سطح پایین / متوسط است.
قاب سازی : یک تشریح ساختاری است که به صورت دستی یا نرم‌افزاری انجام می‌شود و طرح ان از لحاظ راحتی و کاربر پسند بودن در سطح پایین است.
پروتوتایپ کاغذی : یک نمونه ی اولیه مبتنی بر کاغذ است که به صورت دستی انجام می‌شود و طرح ان از لحاظ راحتی و کاربر پسند بودن می‌تواند در سطح پایین یا بالا باشد.
نمونه سازی : تمرکز این سطح بر طراحی بصری می باشد و به صورت دستی انجام می شود.طرح ان از لحاظ راحتی و کاربر پسند بودن می‌تواند در سطح بالا باشد.

## مراحل طراحی تعاملی
1. ایجاد شرایط
2. طراحی جایگزین ها
3. پروتوتایپ
4. ارزیابی[۸]

## قابلیت استفاده
قابلیت استفاده به ان معنی است که تا چه حد یک محصول می‌تواند توسط کاربران خاص برای رسیدن به اهداف مشخص با اثربخشی، بهره وری و رضایت در یک زمینه مشخص مورد استفاده قرار گیرد. قابلیت استفاده در رابطه با اثربخشی ,بهره وری و رضایت است .
اثربخشی : دقت و تکامل برای دستیابی کاربران به اهداف مشخص.

بهره وری : عملی کردن نیاز کاربر.

رضایت : علاقه‌مندی کاربر به استفاده از سیستم.

## فرایند طراحی تعاملی
فرایند طراحی تعاملی، از چهار فعالیت اصلی تشکیل می‌شود:
1. شناسایی نیازها (Needs) و تعیین ضروریات (Requirements) برای محقق‌کردن یک تجربهٔ کاربری؛
2. تهیه چند طرح مختلف (Alternative Designs) که توانایی برآورده‌ساختن ضروریات فوق را داشته باشند؛
3. ساخت نسخه‌های محاوره‌ای از طرح‌ها، به گونه‌ای که بتوان آنها را مورد مطالعه و ارزیابی قرار داد؛
4. ارزیابی آنچه که در دست ساخت است، و بررسی تجربهٔ کاربری که از طریق آن حاصل می‌شود؛